# Ломна (Соколовський повіт)
Ломна (пол. Łomna) — село в Польщі, у гміні Косув-Ляцький Соколовського повіту Мазовецького воєводства.
Населення — 119 осіб (2011).
У 1975-1998 роках село належало до Седлецького воєводства.

## Демографія
Демографічна структура станом на 31 березня 2011 року:
|          | Загалом | Допрацездатний вік | Працездатний вік | Постпрацездатний вік |
| -------- | ------- | ------------------ | ---------------- | -------------------- |
| Чоловіки | 67      | 15                 | 41               | 11                   |
| Жінки    | 52      | 12                 | 27               | 13                   |
| Разом    | 119     | 27                 | 68               | 24                   |